# Liste der Baudenkmale in Agathenburg
In der Liste der Baudenkmale in Agathenburg sind alle Baudenkmale der niedersächsischen Gemeinde Agathenburg aufgelistet. Die Quelle der  Baudenkmale ist der Denkmalatlas Niedersachsen. Der Stand der Liste ist der 4. November 2020.

## Allgemein
In den Spalten befinden sich folgende Informationen:
- Lage: die Adresse des Baudenkmales und die geographischen Koordinaten. Kartenansicht, um Koordinaten zu setzen. In der Kartenansicht sind Baudenkmale ohne Koordinaten mit einem roten Marker dargestellt und können in der Karte gesetzt werden. Baudenkmale ohne Bild sind mit einem blauen Marker gekennzeichnet, Baudenkmale mit Bild mit einem grünen Marker.
- Bezeichnung: Bezeichnung des Baudenkmales
- Beschreibung: die Beschreibung des Baudenkmales. Unter § 3 Abs. 2 NDSchG werden Einzeldenkmale und unter § 3 Abs. 3 NDSchG Gruppen baulicher Anlagen und deren Bestandteile ausgewiesen.
- ID: die Objekt-ID des Baudenkmales
- Bild: ein Bild des Baudenkmales, ggf. zusätzlich mit einem Link zu weiteren Fotos des Baudenkmals im Medienarchiv Wikimedia Commons. Wenn man auf das Kamerasymbol klickt, können Fotos zu Baudenkmalen aus dieser Liste hochgeladen werden:

## Agathenburg

### Gruppe: Schloss Agathenburg
Die Gruppe hat die ID 30898092. Das Schloss Agathenburg, das seit 1655 auch namensprägend für den kleinen Ort nordwestlich davon ist, ist eine Anlage des schwedischen Grafes Hans Christoph von Königsmark und seiner Frau Agathe. Das Schloss stammt von 1655 und damit direkt aus der Zeit nach dem Dreißigjährigen Krieg. Es steht inmitten einer großen Parkanlage und wird durch eine Allee erschlossen. Eine Scheune des 18. und ein Pferdestall des 19. Jahrhunderts komplettieren das Ensemble.

| Lage                                       | Bezeichnung               | Beschreibung | ID       | Bild           |
| ------------------------------------------ | ------------------------- | --- | -------- | -------------- |
| Hauptstraße 45 53° 33′ 42″ N, 9° 32′ 6″ O  | Schloss Agathenburg       | Der Generalgouverneur Hans Christoph von Königsmarck kaufte das ehemalige Vorwerk in den Jahren 1652 bis 1653 und baute im Jahre 1655 das Schloss Agathenburg. Im Jahre 1921 brannte das Innere des Schlosses aus, es wurde aber im alten Stil wiederhergestellt. Es ist ein dreigeschossiger Backsteinbau mit einem Walmdach. Links von der Mitte befindet sich ein polygonaler Treppenturm, rechts von der Mitte ist das Hauptportal. Von der alten Ausstattung sind noch zwei Kachelöfen erhalten geblieben. | 30900434 | Weitere Bilder |
| Hauptstraße 45 53° 33′ 39″ N, 9° 32′ 6″ O  | Schlosspark Agathenburg   | Weitläufiger Landschaftspark mit zwei prägenden Teichen, sich südlich des Schlösschens ausbreitend. Angelegt in den 1920er-Jahren, ist das heutige Erscheinungsbild durch die Wiederherstellungsplanung der Landschaftsarchitektin Rose-Marie Wörner und ihres Mannes Gustav aus den Jahren 1987 bis 1989 bestimmt. | 30900500 |                |
| Hauptstraße 45 53° 33′ 42″ N, 9° 32′ 3″ O  | Stall                     | Pferdestall mit Kutscherwohnung; Backsteingiebel nach Südwesten, ansonsten Fachwerkbau mit Backsteinausfachung. Reetgedecktes Satteldach. Gebäude 1880 hierher versetzt, da es am ursprünglichen Standort für den Eisenbahnbau weichen musste. | 30900458 |                |
| Hauptstraße 45 53° 33′ 40″ N, 9° 31′ 59″ O | Scheune                   | Große Gutsscheune mit massiven Außenwänden in Backstein, unter reetgedecktem Walmdach. Außermittige rundbogige Toreinfahrt. Jüngerer Anbau nach Nordwesten. Genutzt als Kornscheune, vor 1880 wohl auch als Pferdestall. Erbaut 1742/43. | 30900476 |                |
| Hauptstraße 45 53° 33′ 39″ N, 9° 31′ 57″ O | Allee Schloss Agathenburg | Zweireihige Allee aus Linden zwischen Zufahrtstor im Südwesten sowie dem Beginn des Schlossvorhofes im Nordosten. Ursprüngliche Anlage möglicherweise bereits in der 2. Hälfte des 17. Jahrhunderts, erster kartographischer Nachweis einer Bepflanzung 1701. Der heutige Bestand zeigt zwei Generationen von Gehölzen, wobei der eine Teil (Tilia cordata) 200- bis 250-jährig aus dem 18. Jahrhundert stammen kann, der andere Nachpflanzungen der ersten zwei Jahrzehnte des 21. Jahrhunderts darstellt.     | 30900519 |                |
| Hauptstraße 45 53° 33′ 39″ N, 9° 31′ 56″ O | Einfriedung               | Zweischalige gedeckte Mauer aus gespaltenen Feldsteinen parallel zur Hauptstraße, die Gutsanlage westlich abschließend. Vermutlich jüngere Toranlage mit hohen Pfeilern vortretend eine Betonung bildend. | 47095610 |                |
| Hauptstraße 45 53° 33′ 40″ N, 9° 31′ 54″ O | Baumreihe (Allee)         | Alleeartig gepflanzte Baumreihen aus Stieleichen. Zwischen Einfriedungsmauer und Hauptstraße durch Zufahrt in südlichen und nördlichen Teil gegliedert. | 47095623 |                |

### Gruppe: Hofanlagen Hauptstraße
Die Gruppe hat die ID 30898103. Entlang der Hauptstraße gruppierten sich ursprünglich mehrere giebelständige Wohn-/Wirtschaftsgebäude mit Nebengebäuden als Anbauerstellen, die ab 1790 die Ortserweiterung von Agathenburg bildeten. Erhalten sind die Haupthäuser der Hofstellen Hauptstraße 16 und 22.

| Lage                                       | Bezeichnung              | Beschreibung | ID       | Bild |
| ------------------------------------------ | ------------------------ | --- | -------- | ---- |
| Hauptstraße 16 53° 33′ 53″ N, 9° 31′ 36″ O | Wohn-/Wirtschaftsgebäude | Giebelständiges Zweiständerhaus. Wirtschaftsgiebel in Fachwerk mit Backsteinausfachung, die übrigen drei Seiten massiv in Backstein erneuert. Unter Satteldach. Errichtet 1723.                                                                    | 30900338 |      |
| Hauptstraße 22 53° 33′ 50″ N, 9° 31′ 39″ O | Wohn-/Wirtschaftsgebäude | Giebelständiger Zweiständerbau. Wirtschaftsgiebel in Fachwerk mit Backsteinausfachung, die übrigen drei Seiten massiv in Backstein. Unter Satteldach in Reetdeckung, am Wohngiebel Halbwalm. Errichtet in der zweiten Hälfte des 19. Jahrhunderts. | 30900416 |      |